# Japonia na Zimowych Igrzyskach Olimpijskich 1932
Na Zimowych Igrzyskach Olimpijskich 1932 w Lake Placid reprezentowało Japonię 16 sportowców (16 mężczyzn) w 9 konkurencjach.

## Skład kadry

### Biegi narciarskie
Mężczyźni
| Konkurencja   | Zawodnik            | czas               | Pozycja            |
| ------------- | ------------------- | ------------------ | ------------------ |
| Bieg na 18 km | Heigoro Kuriyagawa  | 1:31:34,0          | 12.                |
| Bieg na 18 km | Takemitsu Tsubokawa | 1:33:15,0          | 15.                |
| Bieg na 18 km | Takeo Hoshina       | 1:35:47,0          | 17.                |
| Bieg na 18 km | Saburo Iwasaki      | 1:44:07,0          | 37.                |
| Bieg na 50 km | Iwao Ageishi        | 5:19:31,0          | 17.                |
| Bieg na 50 km | Saburo Iwasaki      | 5:21:40,0          | 18.                |
| Bieg na 50 km | Heigoro Kuriyagawa  | Nie ukończył biegu | Nie ukończył biegu |
| Bieg na 50 km | Kinzo Taniguchi     | Nie ukończył biegu | Nie ukończył biegu |

### Kombinacja norweska
Mężczyźni
| Zawodnik            | Konkurencja   | Bieg narciarski | Bieg narciarski | Bieg narciarski | Skoki narciarskie | Skoki narciarskie | Skoki narciarskie | Skoki narciarskie | Łącznie | Pozycja |
| Zawodnik            | Konkurencja   | Czas biegu      | Pozycja         | Punkty          | Skok 1            | Skok 2            | Punkty            | Pozycja           | Łącznie | Pozycja |
| ------------------- | ------------- | --------------- | --------------- | --------------- | ----------------- | ----------------- | ----------------- | ----------------- | ------- | ------- |
| Takemitsu Tsubokawa | Indywidualnie | 1:33:15,0       | 5.              | 210,00          | 35,5              | 37,0              | 148,9             | 27                | 358,90  | 15.     |
| Heigoro Kuriyagawa  | Indywidualnie | 1:31:34,0       | 3.              | 219,00          | 49,5 (upadek)     | 50,0              | 113,8             | 29.               | 332,80  | 20.     |
| Katsumi Yamada      | Indywidualnie | 1:56:03,0       | 29.             | 111,00          | 47,0 (upadek)     | 40,5              | 111,2             | 31.               | 222,20  | 32.     |

### Łyżwiarstwo figurowe
| Zawodnik          | Konkurencja | Nota   | Pozycja |
| ----------------- | ----------- | ------ | ------- |
| Kazuyoshi Oimatsu | Soliści     | 1978,6 | 9.      |
| Ryuichi Obitani   | Soliści     | 1856,7 | 12.     |

### Łyżwiarstwo szybkie
Mężczyźni
| Zawodnik         | Konkurencja    | Eliminacje         | Eliminacje         | Finały        | Finały        |
| Zawodnik         | Konkurencja    | Czas               | Miejsce            | Czas          | Miejsce       |
| ---------------- | -------------- | ------------------ | ------------------ | ------------- | ------------- |
| Bieg na 500 m    | Shozo Ishihara | b.d                | 3.                 | Nie awansował | Nie awansował |
| Bieg na 500 m    | Tokuo Kitani   | b.d                | 4.                 | Nie awansował | Nie awansował |
| Bieg na 500 m    | Yasuo Kawamura | b.d                | 5.                 | Nie awansował | Nie awansował |
| Bieg na 500 m    | Tomeju Uruma   | b.d                | 6.                 | Nie awansował | Nie awansował |
| Bieg na 1500 m   | Tomeju Uruma   | b.d                | 6.                 | Nie awansował | Nie awansował |
| Bieg na 1500 m   | Shozo Ishihara | b.d                | 5.                 | Nie awansował | Nie awansował |
| Bieg na 1500 m   | Yasuo Kawamura | b.d                | 4.                 | Nie awansował | Nie awansował |
| Bieg na 1500 m   | Tokuo Kitani   | b.d                | 5.                 | Nie awansował | Nie awansował |
| Bieg na 5000 m   | Yasuo Kawamura | b.d                | 7.                 | Nie awansował | Nie awansował |
| Bieg na 5000 m   | Shozo Ishihara | b.d                | 8.                 | Nie awansował | Nie awansował |
| Bieg na 5000 m   | Tokuo Kitani   | b.d                | 8.                 | Nie awansował | Nie awansował |
| Bieg na 5000 m   | Tomeju Uruma   | b.d                | 9.                 | Nie awansował | Nie awansował |
| Bieg na 10 000 m | Shozo Ishihara | Nie ukończył biegu | Nie ukończył biegu | Nie awansował | Nie awansował |
| Bieg na 10 000 m | Tomeju Uruma   | Nie ukończył biegu | Nie ukończył biegu | Nie awansował | Nie awansował |
| Bieg na 10 000 m | Yasuo Kawamura | Nie ukończył biegu | Nie ukończył biegu | Nie awansował | Nie awansował |
| Bieg na 10 000 m | Tokuo Kitani   | Nie ukończył biegu | Nie ukończył biegu | Nie awansował | Nie awansował |

### Skoki narciarskie
Mężczyźni
| Skoczek          | Skok 1        | Skok 1 | Skok 2        | Skok 2 | Nota  | Pozycja |
| Skoczek          | odległość     | Nota   | odległość     | Nota   | Nota  | Pozycja |
| ---------------- | ------------- | ------ | ------------- | ------ | ----- | ------- |
| Gorō Adachi      | 60,0          | 102,1  | 66,0          | 108,6  | 210,7 | 8.      |
| Mitsutake Makita | 59,0          | 97,2   | 59,5 (upadek) | 37,0   | 134,2 | 28.     |
| Yoichi Takata    | 37,5          | 74,1   | 57,0 (upadek) | 17,0   | 91,1  | 31.     |
| Katsumi Yamada   | 57,0 (upadek) | 34,0   | 51,5 (upadek) | 36,0   | 70,0  | 32.     |